# Nationaal Senior Open

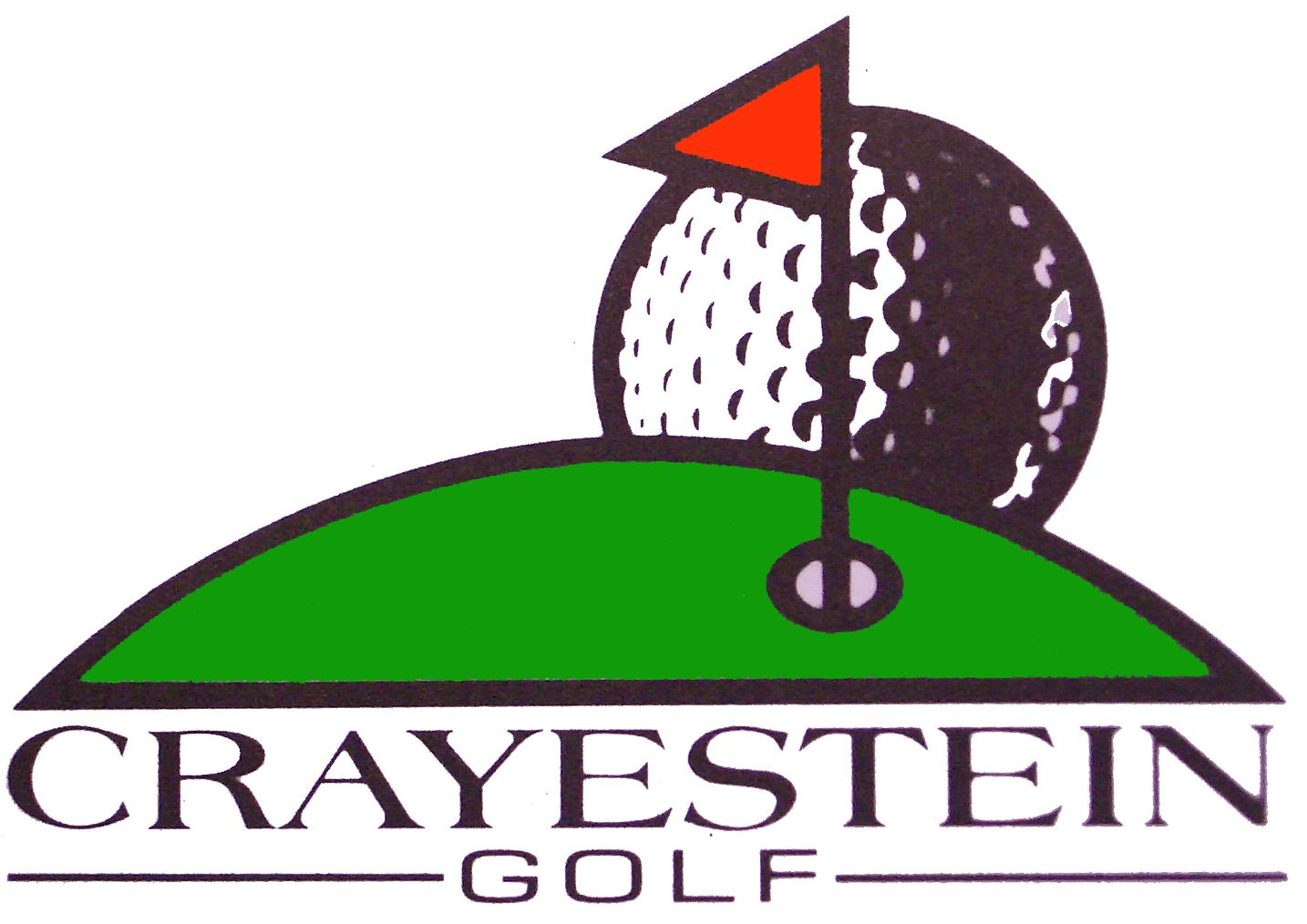
Golfbaan Crayestein

Het Nationaal Senior Open is een jaarlijkse golfkampioenschap voor maximaal 120 amateurs en golfprofessionals die in hun vijftigste levensjaar zijn of ouder. Het toernooi is onderdeel van de Order of Merit van de Nederlandse Senior Pro Tour.

## Geschiedenis
Het Nationaal Senior Open werd voor het eerst in 2002 gespeeld. De wedstrijd werd als eenmalig evenement opgezet door Kim Kuijsters, die tijdens haar opleiding Kort HBO Sportmanagement aan de Fontys Bedrijfshogeschool in Tilburg opdracht kreeg een evenement te organiseren voor een speciale doelgroep, en met voldoende omvang. Het was zo succesvol, dat het een jaarlijks terugkerend evenement is geworden.
Van 2002 tot en met 2010 was Riwal de hoofdsponsor, het toernooi had daarom de naam Riwal Nationaal Senior Open. De twee jaren erna was SaniDump de sponsor en vervolgens werd TIBCO de sponsor.

## Opzet
De wedstrijd wordt altijd gedurende twee dagen gespeeld op de golfbaan van Crayestein in Dordrecht in de laatste week van augustus of eerste week van september. Amateurs mogen maximaal handicap 10,0 hebben. Er is geen cut. 

## Resultaten
| Jaar | Winnaar            | Score | Score |
| ---- | ------------------ | ----- | ----- |
| 2002 | Jan Dorrestein     |       |       |
| 2003 | Guus Roels (Am)    |       |       |
| 2004 | Jan Dorrestein     | 141   | -1    |
| 2005 | Focko Nauta        | 152   | +10   |
| 2006 | Jan Dorrestein     |       |       |
| 2007 | Jan Dorrestein     |       |       |
| 2008 | Brian Gee          | 147   | +5    |
| 2009 | Brian Gee          |       |       |
| 2010 | Brian Gee          |       |       |
| 2011 | Mus Deboub         | 145   | +3    |
| 2012 | Rinus van Blankers | 145   | +3    |
| 2013 | Andrew Allen       | 144   | +2    |
| 2014 | Brian Gee          |       |       |
| 2015 | Brian Gee          |       |       |
| 2016 | Mus Deboub         |       |       |